# Memoria (juego)
Memorama, juego de la memoria o memorama es un juego de mesa con una baraja de cartas específicas. El objetivo consiste en encontrar los pares con la misma figura impresa utilizando la memoria. Existen también versiones virtuales. Desde 1973 la palabra Memorama es una marca registrada por la empresa Mexicana Novedades Montecarlo, S.A. de C.V. dedicada a la fabricación y distribución de juegos de mesa.

## Historia
El inventor del juego de memorama, es el suizo Heinrich Hurter elaboró un juego a partir de cartas de cartón cuadradas en las que pegó recortes de revistas y de catálogos de compras, utilizando siempre la misma imagen para cada dos cartas, con la finalidad de llevárselo a sus nietos en Londres; su hijo William fascinado por el juego lo ofreció a la editorial Otto Maier en enero de 1958. Poco después fue acpetada y a finales de febrero de 1959 se presentó por primera vez en la Feria  del juguete de Núremberg.

Logotipo de la primera empresa en vende el memorama

El primer memory de Ravensburger apareció el 15 de abril de 1959 bajo el título de Imágenes memory. El juego consistía en 108 cartas de 5x5 que venían empaquetadas en una caja cuadrada de 20 x 20 cm,  todas sus imágenes se extrajeron de los libros, juegos y catálogos de la propia editorial. Cuando salió a la venta costaba 4 marcos con 80.  Para este año los primeros 8,000 juegos se vendieron, en un santiamén. Actualmente se conoce que han vendido en todo el mundo más de 75 millones de juegos de cartas Ravensburger.

## Novedades Montecarlo

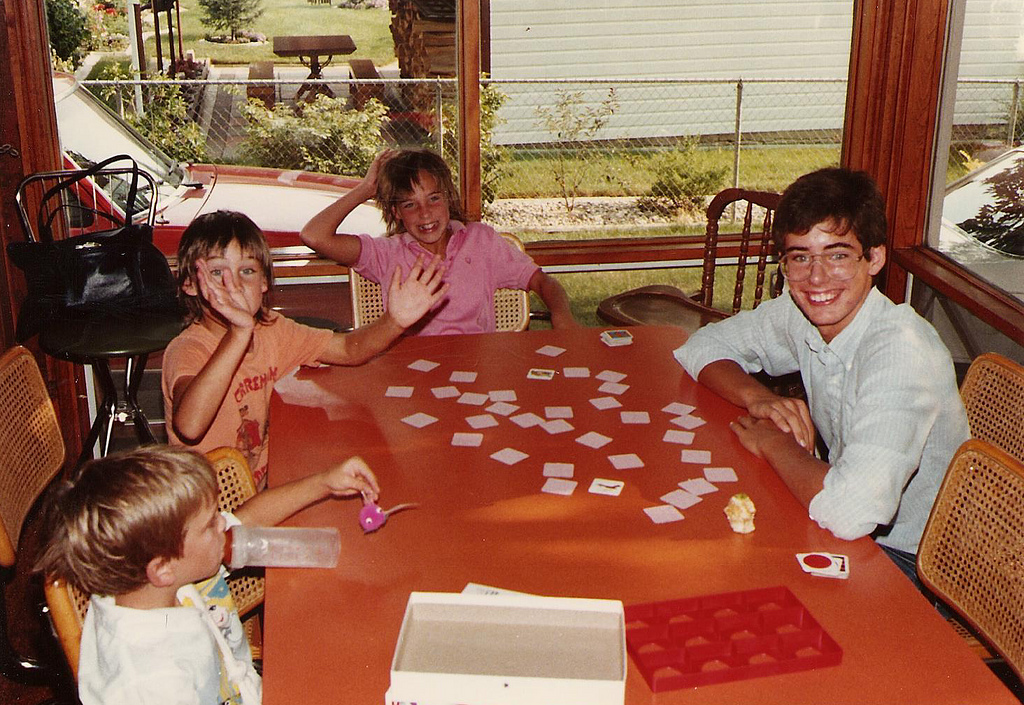
Juego de chicos y grandes

La empresa Montecarlo es 100% mexicana, fue creada en 1963, por la Sra. Carmen Mercado junto a sus cuatro hijos Fernando, Alberto, Antonio y Eduardo. La empresa comenzó fabricando juguetes de plático como un carrito romano y un avión de la Primera Guerra Mundial. Posteriormente fabricó el Dominó; siendo los primeros en elaborar el dominó económico en 2 colores en México.

## Memorama Pexeso
El popular juego de memoria, basado en el reconocimiento de pares de tarjetas, surgió en Checoslovaquia a mediados de los años 60, cuando Princ trabajaba como mosaico en la Catedral de San Vito en Praga. El primer set fue producido en 1965 con unas 10 000 unidades. El Pexeso pronto se extendió a todo el mundo y se convirtió en uno de los juegos más populares de chicos y grandes al grado que en la extinta Checoslovaquia actualmente República Checa se organiza incluso un campeonato nacional.

## Reglas

### Contenido
El número de cartas pueden variar debido al número de jugadores, pero básicamente son 28 cartas en total, todas las cartas se pondrán hacia arriba para que la cartas se memoricen y luego se voltearan para escoger las parejas memorizadas.

### Mecánica del juego

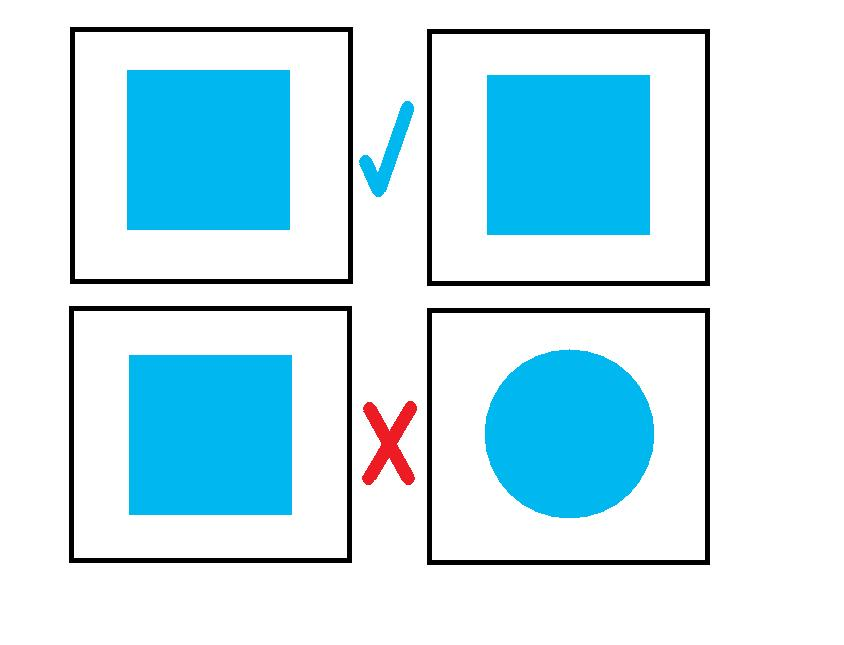
Representación gráfica de algunas cartas de memoria con diferentes e iguales figuras, en este caso las 2 cartas con la figura del cuadrado tienen la misma figura por eso son aceptables y las otras 2 cartas tienen diferentes figuras por lo tanto no son aceptables.

Para empezar el juego, se colocan diferentes cartas boca abajo sobre una mesa de tal modo que no sea posible ver la imagen que se encuentra en ellas. Luego se revuelven. No se pueden cambiar las cartas de sitio, cada jugador deberá poner por turnos boca arriba dos cartas al azar, si las dos cartas tienen la misma figura el jugador tomará esas dos cartas las cuales le sumaran puntos y podrá automáticamente repetir el turno, pero si las dos cartas tienen diferentes figuras el jugador deberá volver a colocar las cartas boca abajo en el mismo sitio y cederá su turno. El próximo jugador deberá levantar nuevamente dos cartas, las últimas dos cartas que queden al final podrán ser recopiladas por cualquiera de los jugadores, una vez que las cartas se acaben cada jugador deberá contar las cartas acumuladas en el desarrollo del juego, solo el que tenga más cartas será el ganador del juego.Este juego se puede jugar con dos o más participantes. Cada carta vale un punto, es decir que cada par de cartas valen dos puntos, aunque los puntos pueden variar debido al tipo de memoria o a la cantidad de cartas.

## Variantes
- Memoria y robo: cuando un jugador coloca boca arriba dos cartas con la misma figura deberá tomar ambas cartas rápidamente o si no otro jugador podrá tomar esas dos cartas las cuales les acumulara los puntos.
- Memoria end: las cartas son revueltas y luego cada jugador deberá tomar una cierta parte de cartas y el que tenga más pares iguales ganara.
- Memoria 3: básicamente es lo mismo que la memoria común pero en vez de que cada jugador tome dos cartas con la misma figura, este tomara tres con la misma figura.

### Modalidad solitario
También lo puede jugar una sola persona en la modalidad de solitario, en donde lo que se desea es romper el récord de tiempo en que se demora la persona en completar el juego, al descubrir todas las parejas de cartas.

## Las cartas
Se pueden utilizar dos conjuntos de naipes para obtener las parejas de cartas necesarias; hay quienes utilizan cartas de juego de cartas coleccionables (Modernos), ya que normalmente están en más de una copia. Se puede incluso hacer su propio memorama si no se desea comprar uno o no dispone de dos barajas de cartas tradicionales o modernas, consiguiendo los dibujos y haciendo las cartas.

## Tipos de Memoramas
Actualmente hay un sinfín de memoramas, las cuales podemos agrupar por temas:
Números
Infantiles
Animales
Caricaturas/Películas
Profesiones y oficios
Alimentos
Colores
Podemos encontra memoramas digitales y físicos (Madera, cartón, papel, entre otros) de venta y acceso libre. Actualmente incluso podemos crear nuestros propios memoramas.